# Diffeomorfizmus

Téglalaprács képe egy, a négyzetet önmagára képező diffeomorfizmus szerint

A diffeomorfizmus a matematikában a sima sokaságok izomorfizmusa. Invertálható függvény, ami az egyik differenciálható sokaságot a másikra képezi úgy, hogy maga és inverze is differenciálható.

## Definíció
Adva legyenek az M, N sokaságok. Ekkor egy f : M → N differenciálható leképezés diffeomorfizmus, ha:
- bijektív
- és az inverze, f−1 : N → M is differenciálható.

Ha mindkettő r-szer folytonosan differenciálható, akkor f Cr-diffeomorfizmus.
Ha M és N sokaságok, és van egy diffeomorfizmus M-ről N-re, akkor M és N diffeomorfak. Ennek jele ≃. Ha a diffeomorfizmus Cr, akkor Cr-diffeomorfak.

## Sokaságok részhalmazainak diffeomorfizmusa
Adva legyen az M sokaság X részhalmaza, és az N sokaság Y részhalmaza, és az  f : X → Y függvény. Ekkor f sima, ha X minden p pontjának van egy U ⊂ M környezete, és egy  g : U → N függvény, úgy, hogy az {\displaystyle g_{|U\cap X}=f_{|U\cap X}} leszűkítések megegyezzenek. Ekkor f diffeomorfizmus, ha bijektív, sima, és inverze is sima.

## Helyi leírás
Modell példa: Legyenek U, V összefüggő nyílt halmazok Rn -ben úgy, hogy V egyszeresen összefüggő. Az  f : U → V differenciálható leképezés diffeomorfizmus, ha kompakt őse kompakt, és Dfx : Rn → Rn differenciája pontonként bijektív teljes U-ban.
1. megjegyzés: Lényege, hogy V egyszeresen összefüggő legyen. Erre azért van szükség, hogy biztosítsa f globális invertálhatóságát. Példaként tekintsük a komplex négyzetre emelést valósra átírva:
{\displaystyle {\begin{cases}f:\mathbf {R} ^{2}\setminus \{(0,0)\}\to \mathbf {R} ^{2}\setminus \{(0,0)\}\\(x,y)\mapsto (x^{2}-y^{2},2xy)\end{cases}}}
Ekkor f szürjektív és teljesül rá, hogy:
{\displaystyle \det Df_{x}=4(x^{2}+y^{2})\neq 0}
Így, habár Dfx pontonként bijektív, f nem invertálható, mert nem injektív:
például f(1,0) = (1,0) = f(−1,0).
2. megjegyzés: Mivel az egy pontban vett 
{\displaystyle Df_{x}:T_{x}U\to T_{f(x)}V}
differenciál lineáris leképezés, akkor és csak akkor van inverze, ha  Dfx bijektív. Dfx mátrix reprezentációja egy  n × n-es mátrix az első rendű parciális deriváltakkal, ahol az i-edik sor j-edik eleme {\displaystyle \partial f_{i}/\partial x_{j}}. Ezt a Jacobi-mátrixot gyakran használják explicit számításokban.
3. megjegyzés: A diffeomorfizmusok szükségképpen megőrzik a dimenziót. Ugyanis, legyen f egy n dimenziós sokaságon értelmezve, és képhalmaza legyen k dimenziójú. Ha n < k, akkor Dfx nem szürjektív; ha n > k, akkor nem injektív. Ezért  Dfx nem lehet bijekció. Ha a leképezés szürjektív, akkor szubmerzió, ha injektív, akkor immerzió. Ezek szintén értelmezhetők lokálisan is.
4. megjegyzés: Ha Dfx bijektív  x -ben, akkor f lokális diffeomorfizmus, mivel x-hez elég közeli y-okra  Dfy bijektív.
5. megjegyzés: Egy differenciálható bijekció nem feltétlenül diffeomorfizmus. Legyen f(x) = x3, ennek deriváltja nullában nulla, így inverze itt nem differenciálható, tehát nem képezi le önmagára az R-t diffeomorf módon. Ez egy példa arra a homeomorfiára, ami nem diffeomorfia.
6. megjegyzés: A differenciálható sokaságok körében a diffeomorfia valóban többet jelent, mint a homeomorfia a differenciálhatóság miatt. Minden diffeomorfizmus homeomorfia, de nem minden homeomorfia diffeomorfia.
Ha egy f : M → N leképezés mindenütt lokális diffeomorfizmus, akkor diffeomorfizmus. Vegyük M és N egy-egy atlaszát. Legyen ezekből egy-egy térkép rendre φ és ψ, U és V környezetükkel. Ekkor ψfφ−1 : U → V megfelel a diffeomorfizmus fenti definíciójának, ahol  f(φ−1(U)) ⊂  ψ−1(V).

## Példák
Mivel minden sokaság lokálisan paraméterezhető, azért tekinthetjük R2 leképezéseit R2-re. 
Legyen
{\displaystyle f(x,y)=\left(x^{2}+y^{3},x^{2}-y^{3}\right).}
A Jacobi-mátrix:
{\displaystyle J_{f}={\begin{pmatrix}2x&3y^{2}\\2x&-3y^{2}\end{pmatrix}}.}
A Jacobi-mátrix determinánsa csak akkor nulla, ha xy = 0, ezért f csak a koordinátatengelyektől távolabb lehetne diffeomorfizmus. Azonban f nem bijektív,mert f(x,y)=f(-x,y), így nem diffeomorfizmus.
Legyen 
{\displaystyle g(x,y)=\left(a_{0}+a_{1,0}x+a_{0,1}y+\cdots ,\ b_{0}+b_{1,0}x+b_{0,1}y+\cdots \right),}
ahol  {\displaystyle a_{i,j}} és {\displaystyle b_{i,j}} rögzített valós számok, és az elhagyott termek foka legalább kettő x-ben és y-ban. A Jacobi-mátrix a 0-ban:
{\displaystyle J_{g}(0,0)={\begin{pmatrix}a_{1,0}&a_{0,1}\\b_{1,0}&b_{0,1}\end{pmatrix}}.}
Láthatjuk, hogy g lokális diffeomorfizmus a 0-ban akkor és csak akkor, ha
{\displaystyle a_{1,0}b_{0,1}-a_{0,1}b_{1,0}\neq 0,}
vagyis g lineáris termjei, mint polinomok lineárisan függetlenek.
Legyen
{\displaystyle h(x,y)=\left(\sin(x^{2}+y^{2}),\cos(x^{2}+y^{2})\right).}
A Jacobi-mátrix:
{\displaystyle J_{h}={\begin{pmatrix}2x\cos(x^{2}+y^{2})&2y\cos(x^{2}+y^{2})\\-2x\sin(x^{2}+y^{2})&-2y\sin(x^{2}+y^{2})\end{pmatrix}},}
aminek determinánsa mindenütt nulla. Valóban, láthatjuk, hogy a >h(x,y) képe az egységkör.

## Felületdeformációk
A mechanikában a stressz indukálta alakváltozást deformációnak nevezik, és diffeomorfizmussal írható le.
Az U és a V felületek közötti diffeomorfizmus Jacobi-mátrixa invertálható. Megfordítva, adva legyen az U felületen egy p pont; ekkor p-nek egy környezetében szintén invertálható a Jacobi-mátrix. A valós 2 × 2-es mátrix megfeleltethető a komplex számok három típusának valamelyik elemének:
közönséges komplex, hasított komplex, vagy duális szám. Tegyük fel, hogy U egy térképén  {\displaystyle f(x,y)=(u,v).}
Ekkor u totális differenciálja
{\displaystyle du={\frac {\partial u}{\partial x}}dx+{\frac {\partial u}{\partial y}}dy,}, és hasonló v-ra.
Ekkor az  {\displaystyle (du,dv)=(dx,dy)Df} kép egy lineáris transzformáció, ami helyben hagyja az origót, és kifejezhető valamelyik fajta komplex szám hatásaként. Ha  (dx, dy)-et komplex számként értelmezzük, akkor a hatás egy szorzás a megfelelő komplex síkon. Ha a szög típusa euklideszi, hiperbolikus vagy egyenes meredeksége, akkor megőrződik a szorzásban. Mivel a Jacobi-mátrix invertálható, a komplex szám uniform a felszínen.
Tehát a felületdeformációk vagy diffeomorfizmusok megőrzik a szögeket. Ezzel hasonlítanak a konform transzformációkra.

## Diffeomorfizmuscsoport
Legyen M teljes szeparábilis Hausdorff-tér. Ekkor M diffeomorfizmuscsoportja az M-et M-re képező Cr diffeomorfizmusok csoportja. Ennek jele Diffr(M), vagy ha nem okoz félreértést,  Diff(M). Ha M nem nulla dimenziós, akkor ez a csoport nem lokálisan kompakt.

### Topológia
A diffeomorfizmuscsoporton két természetes topológia van: egy gyenge és egy erős. (Hirsch 1997) Ha a sokaság kompakt, akkor ezek egybeesnek.  A gyenge topológia mindig metrizálható. Ha a sokaság nem kompakt, akkor az erős topológia nem metrizálható, de még mindig Baire. A függvények végtelenben vett viselkedését foglalja magában.
M-en rögzítve egy Riemann-metrikát, a gyenge topológiát a 
{\displaystyle d_{K}(f,g)=\sup \nolimits _{x\in K}d(f(x),g(x))+\sum \nolimits _{1\leq p\leq r}\sup \nolimits _{x\in K}\left\|D^{p}f(x)-D^{p}g(x)\right\|}
mértékcsalád indukálja, ahol K befutja M kompakt részhalmazait. Ha M σ-kompakt, akkor létezik a Kn halmazoknak egy részsorozata, aminek uniója a teljes M. Ekkor:
{\displaystyle d(f,g)=\sum \nolimits _{n}2^{-n}{\frac {d_{K_{n}}(f,g)}{1+d_{K_{n}}(f,g)}}.}
A diffeomorfizmuscsoport a gyenge metrikával lokálisan homeomorf a Cr vektormezőkhöz. M egy kompakt részhalmazán ez következik abból, hogy az M-en adott metrikára exponenciális leképezést alkalmazunk. Ha r véges és a sokaság kompakt, akkor a vektormezők tere Banach-tér. Továbbá, ha az atlasz egyik térképéről a másikra való áttérési függvények simák, akkor a diffeomorfizmusok csoportja Banach-sokaság sima jobbeltolásokkal; a bal eltolások és az inverzió csak folytonosak. Ha r = ∞,  akkor a vektormezők tere Fréchet-tér. Továbbá, ha az átmeneti leképezések simák,  akkor a csoport Fréchet-sokaság, sőt reguláris Fréchet-Lie-csoport.
Ha a sokaság σ-kompakt és nem kompakt, akkor a teljes diffeomorfizmuscsoport nem lokálisan összehúzható a két topológia egyikében sem. Korlátozni kell a csoportot az identitástól való eltérésben a végtelenben, hogy a kapott diffeomorfizmuscsoport sokaság legyen. (Michor & Mumford 2013)

### Lie-algebra
Az M sokaság diffeomorfizmuscsoportjának Lie-algebrája M vektormezőit tartalmazza elemekként, ellátva a vektormezők Lie-zárójelével. Formálisan, ez látható azon, hogy a térben a pontok x koordinátáját egy kicsit megváltoztatjuk:
{\displaystyle x^{\mu }\to x^{\mu }+\varepsilon h^{\mu }(x)}
így a vektormezők infinitezimális generátora:
{\displaystyle L_{h}=h^{\mu }(x){\frac {\partial }{\partial x_{\mu }}}.}

### Példák
Ha M = G Lie-csoport, akkor van önmagába vett természetes beágyazása a baleltolások révén. Jelölje Diff(G) a G diffeomorfizmuscsoportját, ekkor van egy Diff(G) ≃ G × Diff(G, e) felbontás, ahol Diff(G, e) rögzíti a csoport identitáselemét.
Az Rn euklideszi tér diffeomorfizmuscsoportja két komponensből áll, az irányítástartó és az irányításváltó diffeomorfizmusoké. Valójában, az általános lineáris csoport a  Diff(Rn, 0) részcsoport deformációs retraktuma, ami rögzíti az origót az f(x)  → f(tx)/t, t ∈& (0,1] leképezés alatt.
A véges ponthalmazok diffeomorfizmuscsoportja megegyezik permutációcsoportjukkal. Hasonlóan, ha M sokaság, akkor van egy 0 → Diff0(M) → Diff(M) → Σ(π0(M)) csoportbővítés. Itt Diff0(M) Diff(M)-nek az a részcsoportja, ami megőrzi M komponenseit, és Σ(π0(M)) a komponensek π0(M) halmazának permutációcsoportja. Továbbá a Diff(M) → Σ(π0(M)) leképezés képe a  π0(M) bijekciók csoportja, amelyek megőrzik a diffeomorfiaosztályokat.

### Tranzitivitás
Az összefüggő sokaságok diffeomorfiacsoportja tranzitívan hat a sokaságon. Általában, a diffeomorfiacsoport tranzitívan hat a CkM konfigurációtéren. Ha M legalább két dimenziós, akkor a diffeomorfiacsoport tranzitívan hat a FkM konfigurációtéren, és a hatás M-en többszörösen tranzitív.(Banyaga 1997, p. 29).

### Kiterjesztések
1926-ban Radó Tibor azt a kérdést vetette fel, hogy van-e az egységkörnek homeomorfizmusa vagy diffeomorfizmusa, melynek harmonikus kiterjesztése diffeomorfizmust ad a nyílt egységkörlapra. A kérdést  Hellmuth Kneser nem sokkal később megválaszolta egy elegáns bizonyítással. 1945-ben Gustave Choquet egy másik bizonyítást adott.
A kör irányítástartó diffeomorfizmuscsoportja útszerűen összefüggő. Ez könnyen belátható, mivel ezek közül bármelyik felemelhető a valós számokon értelmezett diffeomorfizmussá úgy, hogy a kapott f homeomorfizmusra: [f(x+1) = f(x) + 1]. Ez a tér konvex, így útszerűen összefüggő. Egy másik módszer a sima, esetleg konstans átmenet az identitáshoz egy másik elemi módszer a körlapra való kiterjesztéshez. Sőt, a kör diffeomorfizmuscsoportjának homotópiatípusa az O(2) ortogonális csoport.
A kérdés magasabb dimenziós általánosítását az 1950-es és 60-as években tanulmányozták az Sn−1 gömbön. Főként  René Thom, John Milnor és Stephen Smale foglalkozott vele. A kiterjesztés akadálya a  Γn véges csoport, ami a csavart gömbök csoportja (lásd egzotikus gömb). EZ definiálható a diffeomorfizmuscsoport komponenscsoportjának és a Bn golyó diffeomorfizmusaivá kiterjeszthető osztályok részcsoportjának hányadosaként.

### Összefüggőség
A sokaságok diffeomorfizmuscsoportja általában nem összefüggő. Komponensei a leképezésosztály-csoportot alkotják. Két dimenzióban a leképezésosztály-csoport végesen prezentálható, és benne a dehn-twistek generátorrendszert alkotnak (Dehn, Lickorish, Hatcher). Max Dehn és Jakob Nielsen megmutatta, hogy azonosítható a felület fundamentális csoportjának külső automorfizmuscsoportjával.
William Thurston finomította az elemzést azzal, hogy három részre osztotta a leképezésosztály-csoportot: a periodikus diffeomorfizmusok megfelelői; egy egyszerű zárt görbét invariánsan hagyó diffeomorfizmusok megfelelői; és a  pszeudo-Anosov diffeomorfizmusoknak megfelelő elemek. A tórusz (S1 × S1 = R2/Z2) esetén a leképezésosztály-csoport éppen SL(2, Z)-hez hasonló, és az osuztályozás éppen az ellipttikus, a parabolikus és a hiperbolikus mátrixoknak felel meg. Thurston azzal tökéletesítette módszerét, hogy megfigyelte, hogyan hat a leképezésosztály-csoport a Teichmüller-tér kompaktikfikációján. mivel ez a megnövelt tér homeomorf volt a gömbbel, alkalmazhatóvá vált a  Brouwer-féle fixponttétel.
Smale azt sejtette, hogy ha M irányított sima zárt sokaság, akkor az irányítástartó diffeomorfizmusok identitáskomponense egyszerű.Ezt először Michel Herman bizonyította körök szoerzatára. Az általános bizonyítás Thurstontól származik.

### Homotópiatípusok
- Az  S2 diffeomorfizmuscsoportjának homotópiatípusa O(3). Belátta Steve Smale.[1]
- A tórusz diffeomorfizmuscsoportjának homotópiatípusa megegyezik lineáris automorfizmusaival:

S'1 × S1 × GL(2, Z).
- A g > 1 génuszú irányítható felületek homotópiatípusa megegyezik leképezésosztály-csoportjukkal, vagyis a komponensek összehúzhatók.
- A három-sokaságok diffeomorfizmuscsoportjának homotópiatípusait Ivanov, Hatcher, Gabai és Rubinstein osztályozta, de maradt néhány nyitott kérdés, például azok a sokaságok, amiknek véges a fundamentális csoportjuk.
- Az n > 3 esetben az n-sokaságok diffeomorfizmusainak homotópiacsoportját kevéssé ismerjük. Még az is nyitott, hogy  Diff(S4)-nek kettő vagy több komponense van-e. Azt viszont Milnor, Kahn és Antonelli jóvoltából tudjuk, hogy  n > 6 esetén Diff(Sn) homotópiatípusa nem véges CW-komplexus.

## Diffeomorfizmus és homeomorfizmus
A transzformációktól eltérően nehéz olyan sokaságokat találni, amelyek homeomorfak, de nem diffeomorfak. Négynél alacsonyabb dimenziókban nincs ilyen különbség, ami homeomorf, az diffeomorf is, de négy dimenziótól találhatók példák. Az elsőt  John Milnor konstruálta 7 dimenzióban. Az egyik sokaság a standard 7 dimenziós gömb volt, a másik egy sima 7 dimenziós sokaság, ami homeomorf vele, de nem diffeomorf. Valójában, a 7 dimenziós gömbhöz homeomorf sokaágoknak 28 irányított diffeomorfizmus-osztálya létezik; ezek mindegyike teljes szálbundle tér a négy dimenziós gömb fölött a három-gömbbel mint száltípussal.
A négy-sokaságok körében még szokatlanabb jelenségek fordulnak elő. Az 1980-as évek elején Simon Donaldson és  Michael Freedman eredményeinek összekapcsolása az egzotikus R4-ekhez vezetett. Megszámlálhatatlanul sok, páronként nem-diffeomorf differenciálható sokaság létezik, amelyek homeomorfak R4-gyel, de nem ágyazhatók simán R4-be.

## Fordítás
- Ez a szócikk részben vagy egészben  a   Diffeomorphism című angol Wikipédia-szócikk fordításán alapul.  Az eredeti cikk szerkesztőit annak laptörténete sorolja fel. Ez a jelzés csupán a megfogalmazás eredetét és a szerzői jogokat jelzi, nem szolgál a cikkben szereplő információk forrásmegjelöléseként.